# Subsaharisk Afrika
Subsaharisk Afrika (også kaldet Det Sorte Afrika) er det område i Afrika som ligger syd for Saharaørkenen. Siden forrige istid har det afrikanske kontinent været delt af det ekstreme klima i Saharaørkenen – noget som lavede en barriere for transport og samhandel, med undtagelse af Nilen. Meget af området er inden for troperne.
Subsaharisk Afrika er verdens fattigste region efter mange år med stammekonflikter, korruption og eftervirkningerne af europæisk kolonistyre, som blev ophævet i perioden efter 2. verdenskrig for ca. 50 år siden. Den østlige del regnes som menneskehedens vugge.